# Dysstroma tenebricosa
Dysstroma tenebricosa är en fjärilsart som beskrevs av Heydemann 1929. Dysstroma tenebricosa ingår i släktet Dysstroma och familjen mätare. Inga underarter finns listade i Catalogue of Life.